# 29700 Salmon
29700 Salmon è un asteroide della fascia principale. Scoperto nel 1998, presenta un'orbita caratterizzata da un semiasse maggiore pari a 2,4132211 UA e da un'eccentricità di 0,1334368, inclinata di 8,30306° rispetto all'eclittica.